# Водне поло на літніх Олімпійських іграх 2000
Змагання з водного поло на літніх Олімпійських іграх 2000 в Сіднеї тривали з 16 вересня до 1 жовтня в Центрі водних розваг Райд і Сіднейському міжнародному центрі водних видів спорту. Розіграно 2 комплекти нагород — у змаганнях жіночих та чоловічих збірних. У турнірі взяли участь 12 чоловічих та 8 жіночих збірних. Жінки змагалися вперше.

## Кваліфікація[3]

### Чоловіки
| Дисципліни                                                   | Дати                       | Господарі   | К-ть квот | Кваліфікувалися |
| ------------------------------------------------------------ | -------------------------- | ----------- | --------- | --------------- |
| Країна-господарка                                            | 24 вересня 1993            | Монте-Карло | 1         | Австралія       |
| Кубок світу 1999                                             | 28 вересня — 3 жовтня 1999 | Сідней      | 3         | Угорщина        |
| Кубок світу 1999                                             | 28 вересня — 3 жовтня 1999 | Сідней      | 3         | Італія          |
| Кубок світу 1999                                             | 28 вересня — 3 жовтня 1999 | Сідней      | 3         | Іспанія         |
| Панамериканські ігри 1999                                    | 23 — 30 липня 1999         | Вінніпег    | 1         | США             |
| Чемпіонат Європи 1999                                        | 2 — 11 вересня 1999        | Флоренція   | 1         | Хорватія        |
| Чемпіонат Азії 2000                                          | 28 березня — 2 квітня 2000 | Пусан       | 1         | Казахстан       |
| Чоловічий олімпійський кваліфікаційний турнір з водного поло | 6 — 14 травня 2000         | Ганновер    | 5         | ФР Югославія    |
| Чоловічий олімпійський кваліфікаційний турнір з водного поло | 6 — 14 травня 2000         | Ганновер    | 5         | Росія           |
| Чоловічий олімпійський кваліфікаційний турнір з водного поло | 6 — 14 травня 2000         | Ганновер    | 5         | Греція          |
| Чоловічий олімпійський кваліфікаційний турнір з водного поло | 6 — 14 травня 2000         | Ганновер    | 5         | Словаччина      |
| Чоловічий олімпійський кваліфікаційний турнір з водного поло | 6 — 14 травня 2000         | Ганновер    | 5         | Нідерланди      |
| Загалом                                                      |                            |             | 12        |                 |

### Жінки
| Дисципліни                                                 | Дисципліни          | Дати                | Господарі   | К-ть квот | Кваліфікувалися |
| ---------------------------------------------------------- | ------------------- | ------------------- | ----------- | --------- | --------------- |
| Країна-господарка                                          | Країна-господарка   | 24 вересня 1993     | Монте-Карло | 1         | Австралія       |
| Кубок світу 1999                                           | Європа              | 24 — 29 травня 1999 | Вінніпег    | 1         | Нідерланди      |
| Кубок світу 1999                                           | Америка             | 24 — 29 травня 1999 | Вінніпег    | 1         | Канада          |
| Жіночий олімпійський кваліфікаційний турнір з водного поло | Світ                | 22 —30 квітня 2000  | Палермо     | 2         | Росія           |
| Жіночий олімпійський кваліфікаційний турнір з водного поло | Світ                | 22 —30 квітня 2000  | Палермо     | 2         | США             |
| Жіночий олімпійський кваліфікаційний турнір з водного поло | Азія/Африка/Океанія | 22 —30 квітня 2000  | Палермо     | 1         | Казахстан       |
| Загалом                                                    |                     |                     |             | 6         |                 |

## Медальний залік

### Таблиця медалей
| Місце               | Країна              | Золото | Срібло | Бронза | Загалом |
| ------------------- | ------------------- | ------ | ------ | ------ | ------- |
| 1                   | Австралія           | 1      | 0      | 0      | 1       |
| 1                   | Угорщина            | 1      | 0      | 0      | 1       |
| 3                   | Росія               | 0      | 1      | 1      | 2       |
| 4                   | США                 | 0      | 1      | 0      | 1       |
| 5                   | Югославія           | 0      | 0      | 1      | 1       |
| Загалом (5 збірних) | Загалом (5 збірних) | 2      | 2      | 2      | 6       |

### Медалісти
| Дисципліна | Золото | Срібло | Бронза |
| ---------- | --- | --- | --- |
| Чоловіки   | Угорщина (HUN) Аттіла Варі Золтан Сечі Бульчу Секей Жольт Варга Тамаш Мерц Тамаш Молнар Барнабаш Штейнметц Тамаш Кашаш Гергей Кішш Золтан Кос Тібор Бенедек Петер Бірош Раймунд Фодор   | Росія (RUS) Ірек Зіннуров Дмитро Стратан Реваз Чомахідзе Марат Закіров Микола Козлов Микола Максимов Андрій Рекечинський Сергій Гарбузов Дмитро Горшков Юрій Яцев Роман Балашов Дмитро Дугін Олександр Єришов | Югославія (YUG) Предраг Зимоньїч Югослав Васович Владимир Вуясинович Ненад Вуканич Александар Шоштар Петар Трбоєвич Велько Ускокович Нікола Куляча Александар Шапич Деян Савич Александар Чирич Данило Ікодинович Віктор Єленич |
| Жінки      | Австралія (AUS) Терін Вудс Деббі Вотсон Ліз Вікс Денієлл Вудгаус Бронвін Маєр Ґейл Міллер Мелісса Міллс Сімон Ганкін Іветт Гіґґінс Кейт Гупер Наомі Касл Джоанн Фокс Бріджетт Ґастерсон | США (USA) Бренда Вілла Кеті Шигі Коралі Сіммонс Джулі Свейл Кортні Джонсон Морін О'Тул Ніколь Пейн Гезер Петрі Еріка Лоренц Гезер Муді Берніс Орвіґ Робін Бореґард Еллен Естес                                | Росія (RUS) Катерина Васильєва Олена Смурова Олена Токун Ірина Толкунова Юлія Петрова Тетяна Петрова Галина Ритова Марія Корольова Наталія Кутузова Світлана Кузіна Марина Акобія Катерина Анікєєва Софія Конух                 |